# Религия в Брунее
Крупнейшие религии Брунея
 Ислам (67 %) Буддизм (13 %) Христианство (10 %) Другие (10 %)
Религия в Брунее — совокупность религиозных верований, присущих народам этой страны. Государственной религией в Брунее является ислам, который исповедует 67 % населения страны. 13 % населения Брунея — буддисты, 10 % — христиане, 10 % придерживаются других религий, в том числе, местных традиционных верований. По другим данным 83 % населения составляли мусульмане, 7 % — буддисты, а менее 4 % — представители других конфессий; остальная часть населения не объявляли свою религиозную принадлежность.
С конца 1980-х годов в стране действовала концепция Мелаю-Ислам-Бераджа («Малайская исламская монархия»), которая предусматривала уважение и равные права всех конфессий на территории страны, но с доминирующей ролью ислама. В 2013 году, после того, как султан Брунея Хассанал Болкиах принял шариатскую уголовно-правовую систему, проповедь неисламских религий мусульманам либо атеистам была запрещена. Нарушение данного указа грозит штрафом в $20 тыс. и тюремным заключением на 5 лет. 1 мая 2014 года Бруней стал шариатской страной, вместе с этим были приняты новые законы, позволяющие приговаривать к смертной казни за гомосексуальность и пороть женщин за попытку сделать аборт.
Согласно Конституции государства Бруней Даруссалам, официальной религией является ислам, но все другие религии также могут проповедоваться в любой части страны. Бруней входит в список стран, в которых нарушается свобода вероисповедания. По официальным данным в Брунее существуют 110 мечетей, 6 христианских церквей, 3 буддистских храма и один индуистский храм.

## Ислам
Ислам был принят в XV веке, когда ислам пришедший из Малайзии был принят Аванг Алак Бетатаром, который стал первым султаном Брунея под именем Мухаммад Шах. Султан традиционно отвечает за соблюдение исламских традиций, хотя некоторая ответственность была возложена на назначенных чиновников.
Султаны Брунея в 30-х годах XX века воспользовались ростом доходов от продажи нефти, чтобы обеспечить обширную систему социального обеспечения и поощрения ислама, в том числе субсидирование хаджа, строительство мечетей, и расширение отдела по делам религий.
По конституции 1959 года ислам стал официальной религией страны.
30 апреля 2014 года султан Хассанал Болкиах объявил о реализации и исполнении первого этапа шариата в Брунее с 1 мая 2014 года.
Ислам является официальной религией в Брунее, 67 % населения составляют мусульмане, в основном сунниты малайского происхождения, которые следуют шафиитскому мазхабу.

## Буддизм
Буддизм распространился в Брунее в те времена, когда территория этой страны входила в состав империи Шривиджая.

## Христианство
Христианство распространилось в Брунее когда эта страна была колонией Великобритании. Количество христиан составляет по разным данным от 7556 до 38000 человек. Что составляет 8,7 % населения этой страны. Бруней занимает 24-е место в списке стран, где чаще всего притесняют права христиан. Браки между христианами и мусульманами запрещены.

### Католицизм
21 ноября 1977 года Святой Престол учредил апостольский викариат Брунея, выделив его из малайзийской епархии Мири.
Численность католиков в Брунее составляет около 21 500 человек (6,2 % от общей численности населения). На территории Брунея действует один апостольский викариат Брунея, три прихода, работают один епископ, три епархиальных священника и две монахини. Первым апостольским викарием епархии Мири-Брунея является Корнелиус Сим, назначенный епископом в 2005 году. Апостольским делегатом в Брунее и Малайзии является нунций архиепископ Леопольдо Джирелли, резиденция которого располагается в Сингапуре. Количество католиков сокращается, так в 1999 году в Брунее проживало около 21 000 католиков (6,7 % от всего населения страны), а в 2014 году их количество сократилось до 19 386 человек (4,4 %).

### Протестантизм
В 1996 году протестанты составляли 1,3 % населения Брунея. Евангелическая церковь Борнео была основана в 1959 году. Преобразована из евангелической миссии Борнео при помощи церкви христианского и миссионерского альянса в Индонезии. 0,6 % населения Брунея евангелисты.